# Parcylisticus angelikae
Parcylisticus angelikae là một loài chân đều trong họ Cylisticidae. Loài này được miêu tả khoa học năm 2003 bởi Schmalfuss.